# (17851) Kaler
(17851) Kaler (1998 JK) – planetoida z pasa głównego asteroid okrążająca Słońce w ciągu 3,72 lat w średniej odległości 2,4 j.a. Odkryta 1 maja 1998 roku.